# Alan Neil Stroh
Alan Neil Stroh (Queenstown, Sudáfrica, 4 de abril de 1926 - Costa Oeste de los Estados Unidos, 1962) fue un matemático aplicado que se dedicó al estudio de la deformación de los sólidos mediante un sistema de ecuaciones diferenciales de primer orden, que si bien solo puede resolver de forma exacta en casos muy limitados, permite extraer información de manera muy sencilla.

## Biografía
En su ciudad natal de Queenstown obtuvo la licenciatura de matemática aplicada. En 1950 se trasladó al Departamento de Física de Bristol, Reino Unido, para estudiar el comportamiento mecánico de ciertos sólidos deformables. Allí pudo formarse junto a grandes científicos que  habían huido de los nazis en Europa en los años treinta y habían sido acogidos por la universidad.
En 1953 finalizó su doctorado bajo la supervisión de John D. Eshelby y luego de Nevill Mott y trabajó en los Laboratorios Cavendish, en Cambridge, hasta 1955, en que se incorporó a Sheffield.
Stroh se formó en un ambiente académico actualmente reconocido como la gran escuela británica de la matemática aplicada de mediados del siglo XX, centrada, entre otros aspectos, en el estudio de la elasticidad, la plasticidad y la teoría de defectos. En el Reino Unido se produjeron iniciativas gubernamentales que potenciaron estudios centrados en el comportamiento de la materia. Stroh se dedicó al estudio de la estabilidad estructural de sólidos analizando la formación y propagación de grietas y sus defectos.
En 1958 se trasladó al Departamento de Ingeniería Mecánica del MIT, en Massachusetts, EE. UU., donde publicó su gran aportación a la ciencia, el formalismo de Stroh. Analizó materiales anisótropos, (los que presentan distintas características mecánicas, como distinta rigidez, según la dirección en la que son observadas). Para describir la deformación utilizó variables geométricas (desplazamientos) y físicas (tensión o fuerza actuando sobre la superficie del sólido), conceptos relativamente simples, frente a los propios de la maquinaria matemática de la elasticidad. Su formulación resultó ser muy versátil, y ofrece al investigador vías alternativas de resolución del problema.
No llegó a ver el impacto de su trabajo pues falleció el mismo año que terminó de publicar sus resultados, a los 36 años, en un accidente de auto mientras se mudaba a su nuevo trabajo en Seattle.

## La Teoría de las Elasticidad
La Teoría de la Elasticidad estudia la deformación que se produce en un sólido al ser sometido a distintas acciones y su análisis resulta imprescindible para diseñar cualquier elemento estructural que está expuesto a condiciones de carga y medio ambientales durante su vida útil.  Hacia 1820, matemáticos como Augustin-Louis Cauchy y Claude-Louis Navier analizaron la deformación de los sólidos mediante un sistema de ecuaciones diferenciales de segundo orden, que expresa los desplazamientos internos del material en función de las acciones aplicadas en el tiempo. Pero Alan Stroh publicó dos artículos (en 1958 y 1962) reemplazóando dicho sistema por uno de ecuaciones diferenciales de primer orden, que si bien solo puede resolver de forma exacta casos muy limitados, permite extraer información de manera más sencilla. Su formulación se usa en campos sumamente diversos, como sismología, acústica, geofísica, biomecánica, industria de las telecomunicaciones, etc.